# تعاكس الظلال

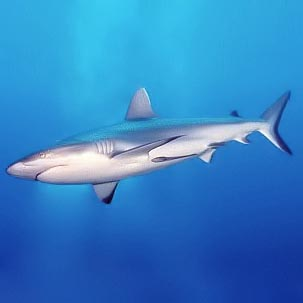
العديد من الحيوانات ، مثل قرش الشعاب الرمادي معاكس للظلال.

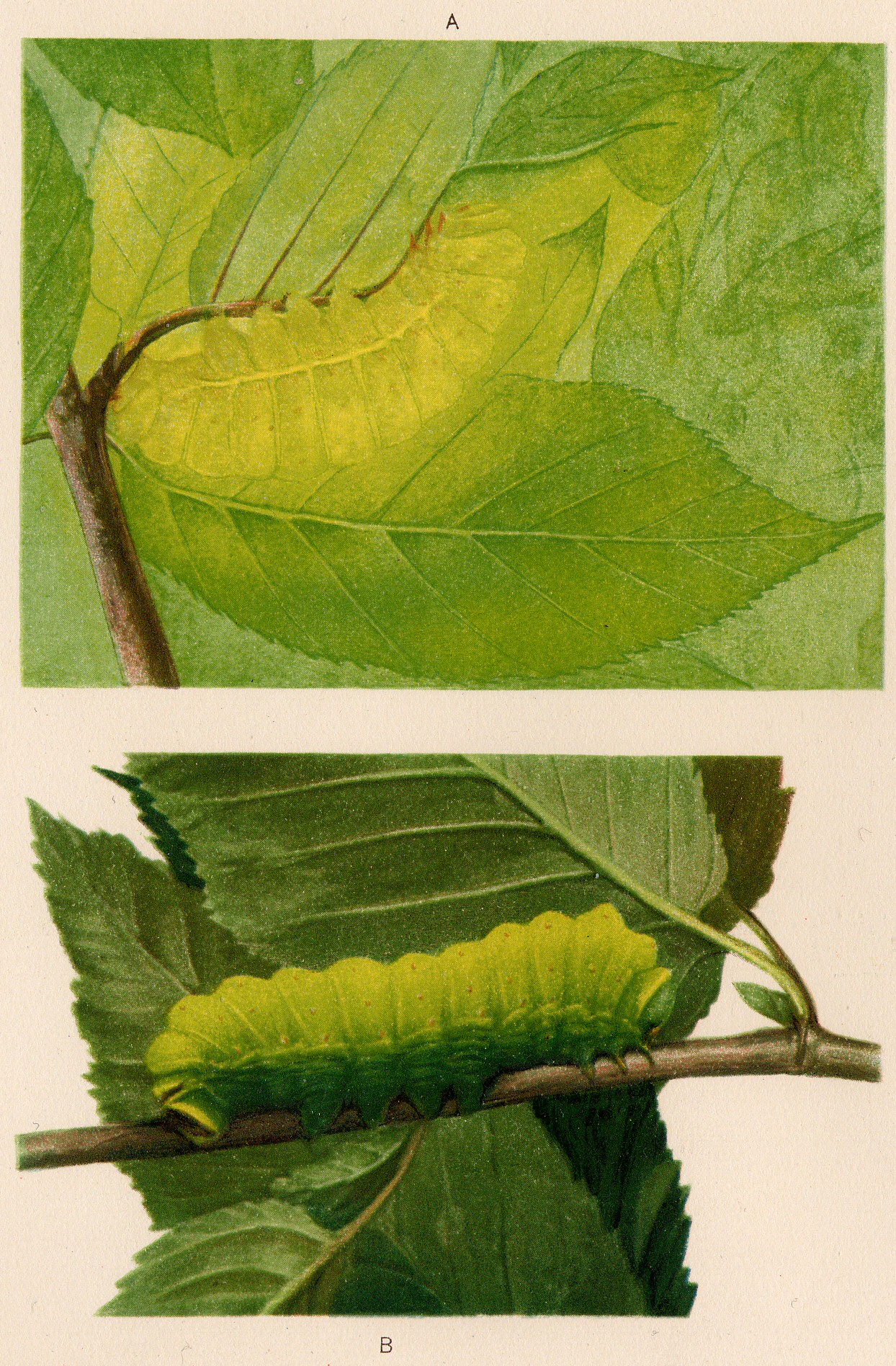
رسم توضيحي من كتاب عام 1909 عن تمويه يسروع عثة قمرية

تعاكس الظلال أو قانون ثَيِر هو طريقة للتمويه يكون فيها لون الحيوان أغمق في الجانب الأعلى وأفتح من الجانب الأسفل من الجسم.  يوجد هذا النمط في العديد من أنواع الثدييات والزواحف والطيور والأسماك والحشرات ، سواء في الحيوانات المفترسة أو في الفرائس.